# Narros de Saldueña (kommunhuvudort)
Narros de Saldueña är en kommunhuvudort i Spanien.   Den ligger i provinsen Provincia de Ávila och regionen Kastilien och Leon, i den centrala delen av landet, 110 km nordväst om huvudstaden Madrid. Narros de Saldueña ligger 898 meter över havet och antalet invånare är 142.
Terrängen runt Narros de Saldueña är platt. Runt Narros de Saldueña är det glesbefolkat, med 13 invånare per kvadratkilometer. Närmaste större samhälle är San Pedro del Arroyo, 7,8 km söder om Narros de Saldueña. Trakten runt Narros de Saldueña består till största delen av jordbruksmark.